# Гхиор (подокруг)
Гхиор (бенг. ঘিওর, англ. Ghior) — подокруг в центральной части Бангладеш в составе округа Маникгандж. Образован в 1919 году. Административный центр — город Гхиор. Площадь подокруга — 145,95 км². По данным переписи 1991 года численность населения подокруга составляла 127 521 человек. Плотность населения равнялась 874 чел. на 1 км². Уровень грамотности населения составлял 31,2 %. Религиозный состав: мусульмане — 86,13 %, индуисты — 13,62 %, прочие — 0,25 %.